# Nemeura longstaffi
Nemeura longstaffi är en insektsart som beskrevs av Navás 1915. Nemeura longstaffi ingår i släktet Nemeura och familjen Nemopteridae. Inga underarter finns listade i Catalogue of Life.